# Corona 108
Corona 108 – również OPS 1508, CORONA 1032 – niedoszły amerykański satelita rozpoznawczy. Był to statek serii Keyhole-4A tajnego programu CORONA. Jego zadaniem było wykonanie wywiadowczych zdjęć Ziemi, jednak start rakiety nie powiódł się.
Start 3 maja 1966 (godz. 19:25:25 GMT), z kosmodromu Point Arguello zakończył się niepowodzeniem. Rakieta Thor SLV-2A Agena D uległa zniszczeniu wraz z ładunkiem.
Start oznaczono w katalogach COSPAR/SATCAT: 1966-F05/F00377.